# Skoopi
Skoopi eller Sociala arbetskooperativens intresseorganisation är en samarbetsorganisation för de sociala arbetskooperativen i Sverige. Sociala arbetskooperativ vänder sig till personer som på något sätt står längre ifrån den ordinarie arbetsmarknaden, exempelvis långtidsarbetssökande eller personer med funktionsnedsättning. Skoopi bildades år 2000. 
Skoopi organiserar ca 200 arbetskooperativ i Sverige. 
Den arbetskooperativa modellen härstammar främst från Italien. Till Sverige kom den på 1980-talet. Den sociala arbetskooperativa modellen innebär att de som deltar i en verksamhet själva blir delägare i organisationen, genom att bli medlemmar i kooperativet. 
Genom att själva bli medlemmar och delägare i kooperativet, är idén att deltagarnas självkänsla, egenmakt och känsla av gemenskap ska stärkas.
Skoopis medlemskooperativ är affärsdrivande kooperativ, där inriktningen kan vara alltifrån tillverkning, hantverk eller IT, till matlagning, caféverksamhet eller trädgårdstjänster.